# Лангле, Клеман
Клема́н Николя́ Лора́н Лангле́ (фр. Clément Nicolas Laurent Lenglet; родился 17 июня 1995 года в Бове, Франция) — французский футболист, центральный защитник испанского клуба «Атлетико Мадрид» и национальной сборной Франции.
Воспитанник академии «Нанси», с 2013 по 2016 год выступал на «Марсель Пико» в рамках второго дивизиона, затем помог ему вернуться в Лигу 1. Зимой 2017 года перешёл в «Севилью» за 6 миллионов евро. По ходу сезона 2017/18 дошёл с клубом до четвертьфинала Лиги чемпионов, попал в символическую сборную стадии 1/4. Летом 2018 года подписал соглашение с «Барселоной». Сумма трансфера составила 35,9 миллионов евро.

## Клубная карьера
Лангле — воспитанник клуба «Нанси». 27 сентября 2013 года в матче против «Арль-Авиньона» он дебютировал в Лиге 2. Лангле заменил на 32-й минуте травмированного Реми Вальтера. До конца сезона сыграл ещё в трех матчах второго дивизиона.
В следующем сезоне Клеман завоевал место в основе. 29 января 2016 года в поединке против «Клермона» (3:1) Лангле забил свой первый гол за «Нанси». Впоследствии отличился ещё дважды и попал в символическую сборную турнира. В том же сезоне Лангле помог клубу выйти в элиту. 14 августа в матче против «Лиона» он дебютировал в Лиге 1.
4 января 2017 года Лангле перешёл в испанскую «Севилью», подписав контракт на четыре года. Сумма трансфера составила 6 миллионов евро. В этой команде он должен был заменить Тимоте Колодзейчика, который перешел в мёнхенгладбахскую «Боруссию». 29 января в матче против «Эспаньола» он дебютировал в Ла Лиге. С этого момента стал основным защитником «красно-белых», отыграв до конца сезона все 17 матчей. «Севилья» в итоге заняла четвёртое место и квалифицировалась в Лигу чемпионов. 19 августа 2017 года в поединке против «Эспаньола» (1:1) Клеман забил свой первый гол за «Севилью». 1 ноября в матче Лиги чемпионов против московского «Спартака» он забил свой первый гол в еврокубках. 
12 июля 2018 года Лангле перешел в «Барселону» за 35,9 миллионов евро. Контракт был подписан до 30 июня 2023 года. В соглашении Лангле с «Барселоной» прописана клаусура в 300 миллионов евро. 2 сентября в матче против «Уэски» он дебютировал за новую команду. 20 апреля 2019 года в поединке против «Реал Сосьедад» Клеман забил свой первый гол за «Барселону». В своём дебютном сезоне он помог клубу выиграть чемпионат. В 2021 году Клеман помог команде завоевать Кубок Испании. Летом 2022 года Лангле на правах аренды перешёл в английский «Тоттенхэм Хотспур». 6 августа в матче против «Саутгемптона» он дебютировал в английской Премьер-лиге. 1 ноября в поединке Лиги чемпионов против марсельского «Олимпика» Клеман забил свой первый гол за «Тоттенхэм Хотспур». 
В 2023 году Лангле был арендован клубом «Астон Вилла». 21 сентября в матче Лиги конференций против польской «Легией» он дебютировал за новую команду. Летом 2024 года Лангле на правах аренды присоединился к «Атлетико Мадрид». 6 октября в матче против «Реал Сосьедад» он дебютировал за новую команду. 30 ноября в поединке против «Реал Вальядолида» Клеман забил свой первый гол за «Атлетико Мадрид». По окончании аренды игрок подписал с клубом контракт до 2028 года.

## Международная карьера
В 2012 года в составе юношеской сборной Франции Лангле принял участие в юношеском чемпионате Европы в Словении. На турнире он сыграл в матчах против команд Исландии, Грузии и Германии.
11 июня 2019 года в отборочном матче чемпионата Европы 2020 против сборной Андорры Лангле дебютировал за сборную Франции. 10 сентября в ответном поединке против Андорры Клеман забил свой первый гол за национальную команду.
В 2021 году Лангле принял участие в чемпионате Европы 2020. На турнире он сыграл в матче против сборной Швейцарии.

## Достижения
«Барселона»
- Чемпион Испании: 2018/19
- Обладатель Кубка Испании: 2020/21
- Обладатель Суперкубка Испании: 2018

Сборная Франции
- Бронзовый призёр Лиги наций УЕФА: 2024/25

## Статистика выступлений

### Клубная статистика
| Выступление       | Выступление      | Выступление      | Лига | Лига | Кубок страны | Кубок страны | Кубок лиги | Кубок лиги | Еврокубки | Еврокубки | Прочие | Прочие | Итого | Итого |
| Клуб              | Лига             | Сезон            | Игры | Голы | Игры         | Голы         | Игры       | Голы       | Игры      | Голы      | Игры   | Голы   | Игры  | Голы  |
| ----------------- | ---------------- | ---------------- | ---- | ---- | ------------ | ------------ | ---------- | ---------- | --------- | --------- | ------ | ------ | ----- | ----- |
| Нанси             | Лига 2           | 2013/14          | 3    | 0    | 0            | 0            | 0          | 0          | —         | —         | —      | —      | 3     | 0     |
| Нанси             | Лига 2           | 2014/15          | 22   | 0    | 2            | 0            | 2          | 0          | —         | —         | —      | —      | 26    | 0     |
| Нанси             | Лига 2           | 2015/16          | 34   | 2    | 1            | 0            | 1          | 0          | —         | —         | —      | —      | 36    | 2     |
| Нанси             | Лига 1           | 2016/17          | 18   | 0    | 0            | 0            | 2          | 0          | —         | —         | —      | —      | 20    | 0     |
| Нанси             | Итого            | Итого            | 77   | 2    | 3            | 0            | 5          | 0          | 0         | 0         | 0      | 0      | 85    | 2     |
| Севилья           | Примера          | 2016/17          | 17   | 0    | 1            | 0            | —          | —          | 1         | 0         | —      | —      | 19    | 0     |
| Севилья           | Примера          | 2017/18          | 35   | 3    | 8            | 0            | —          | —          | 11        | 1         | —      | —      | 54    | 4     |
| Севилья           | Итого            | Итого            | 52   | 3    | 9            | 0            | 0          | 0          | 12        | 1         | 0      | 0      | 73    | 4     |
| Барселона         | Примера          | 2018/19          | 23   | 1    | 9            | 1            | —          | —          | 11        | 0         | 1      | 0      | 44    | 2     |
| Барселона         | Примера          | 2019/20          | 28   | 2    | 3            | 1            | —          | —          | 9         | 1         | —      | —      | 40    | 4     |
| Барселона         | Примера          | 2020/21          | 33   | 1    | 5            | 0            | —          | —          | 8         | 0         | 2      | 0      | 48    | 1     |
| Барселона         | Примера          | 2021/22          | 21   | 0    | 0            | 0            | —          | —          | 6         | 0         | —      | —      | 27    | 0     |
| Барселона         | Итого            | Итого            | 105  | 4    | 17           | 2            | 0          | 0          | 34        | 1         | 3      | 0      | 159   | 7     |
| Тоттенхэм Хотспур | Премьер-лига     | 2022/23          | 26   | 0    | 1            | 0            | 1          | 0          | 7         | 1         | —      | —      | 35    | 1     |
| Тоттенхэм Хотспур | Итого            | Итого            | 26   | 0    | 1            | 0            | 1          | 0          | 7         | 1         | 0      | 0      | 35    | 1     |
| Всего за карьеру  | Всего за карьеру | Всего за карьеру | 260  | 9    | 30           | 2            | 6          | 0          | 53        | 3         | 3      | 0      | 352   | 14    |

### Голы за сборную Франции
| # | Дата         | Место                            | Противник | Счёт | Результат | Соревнование                       |
| - | ------------ | -------------------------------- | --------- | ---- | --------- | ---------------------------------- |
| 1 | 10 июня 2019 | Стад де Франс, Сен-Дени, Франция | Андорра   | 2:0  | 3:0       | Чемпионат Европы 2020 квалификация |